# Matsuoka Bankichi
Matsuoka Bankichi (松岡 磐吉 Tùng Cương Bàn Cát, 1841 – ngày 5 tháng 7 năm 1871) là một sĩ quan Hải quân Tokugawa trong Chiến tranh Boshin, giữ chức vụ Thuyền trưởng tàu chiến Banryū trong Trận hải chiến Hakodate.

## Tiểu sử
Bankichi chào đời tại xứ Izu, là con trai thứ ba của Matsuoka Shohei. Shohei vốn là tùy tùng của Egawa Hidetatsu làm việc tại Nirayama Daikansho. Hidetatsu nổi tiếng vì hiểu biết về học thuật phương Tây, đặc biệt là phòng thủ hàng hải hiện đại, học tập với các thủy thủ Hà Lan ở Nagasaki và kiếm thuật từ trường Shinto Nenryu. Bankichi sớm nhận được sự đánh giá cao về pháo binh và hải chiến phương Tây thông qua những tiến bộ được Nirayama truyền bá ở vùng Izo.
Năm 1856, Bankichi được cử đi học thuật hàng hải tại Sở Thao luyện Hải quân Nagasaki từ các giảng viên người Hà Lan. Sau khi tốt nghiệp, ông làm giáo viên hướng dẫn tại Sở Thao luyện Gunkan ở Tsukiji, tham gia chuyến khảo sát bờ biển đầu tiên của Nhật Bản vào năm 1859. Năm 1860, Matsuoka đồng hành như một phần của phái bộ ngoại giao đầu tiên của Nhật Bản đến Hoa Kỳ với tư cách là một khảo sát viên trên tàu Kanrin Maru cùng với thủy thủ nước xanh giàu kinh nghiệm John Manjiro và nhà cải cách thời Minh Trị tương lai Fukuzawa Yukichi. Sau khi trở về Nhật Bản, Matsuoka được cử đi khảo sát quần đảo Ogasawara, nơi đã được người Anh tuyên bố chủ quyền, và phụ trách công tác lập địa đồ cho Hahajima.
Cái chết của Tokugawa Iemochi và Thiên hoàng Kōmei vào các năm 1866 và 1867 đã kéo theo tình hình căng thẳng âm ỉ kéo dài giữa Mạc phủ và triều đình, làm bùng lên Chiến tranh Boshin. Bankichi nắm quyền chỉ huy tàu chiến Banryū khi các lực lượng trung thành với Đô đốc Hải quân Tokugawa Enomoto Takeaki từ chối đầu hàng chính phủ Minh Trị, và trốn thoát sau sự sụp đổ của Mạc phủ, đi thuyền đến phía bắc đảo Ezo (nay là Hokkaido). Những người trung thành với Mạc phủ đứng ra thành lập Cộng hòa Ezo, bầu Enomoto làm tổng thống.
Quan quân triều đình nhanh chóng củng cố thế đứng của họ trên đất liền Nhật Bản, và điều quân đến Hokkaido vào tháng 4 năm 1869. Khi quân đội Ezo quyết định ưu tiên củng cố tuyến phòng thủ trước, Bankichi đã yểm trợ cho quân cựu Mạc phủ của Enomoto khi họ chiếm giữ tòa thành của phiên Matsumae. Trong Hải chiến vịnh Miyako vào tháng 3 năm 1869, Bankichi không thể vào bến cảng do một cơn bão và buộc phải rút lui về Hachinohe, nơi mà hạm đội dự định tập kết. Khi biết được số phận của hạm đội, ông đã cố gắng trở về Hakodate và bị tàu chiến bọc sắt Kōtetsu truy kích. Tin rằng mình không thể trốn thoát do sự khác biệt về sức mạnh động cơ, ông chuẩn bị quyết chiến khi địch tràn vào boong tàu, nói, "Tôi rửa mặt, thay áo mới và nói đùa, hôm nay là một ngày tốt để chết." May mắn cho Bankichi, gió bỗng đổi chiều, tạo lợi thế cho bề mặt cánh buồm lớn hơn của Banryu so với Kōtetsu, và họ trốn được đến Hakodate

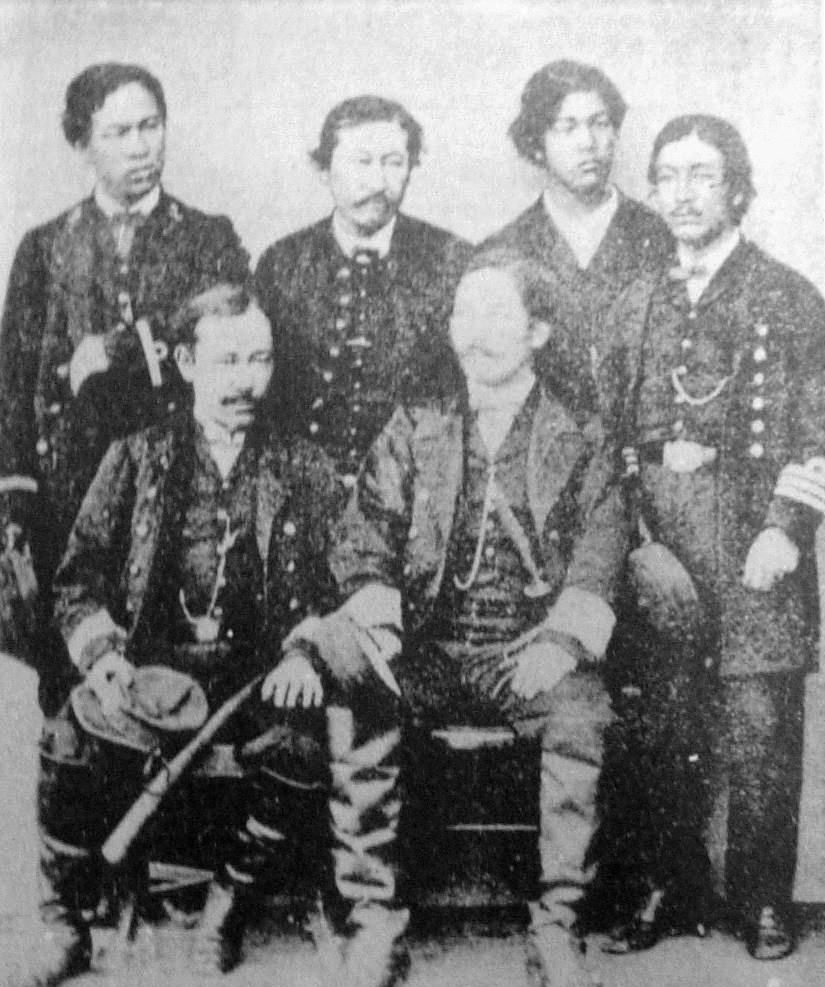
Matsuoka Bankichi (bên phải) với Enomoto (ngồi bên phải) và các thành viên của ban lãnh đạo Ezo

Khi Trận hải chiến vịnh Hakodate bắt đầu vào ngày 11 tháng 5 năm 1869, Bankichi lái theo chiều dọc và chiều ngang là con tàu cuối cùng trong tuyến. Bất chấp sự khác biệt lớn về sức mạnh, thủy thủ đoàn của ông đã tấn công vào kho hàng của tàu chiến quan quân Choyomaru, đánh chìm tàu chiến này. Đây là tàu chiến hiện đại được ghi nhận đầu tiên bị đánh chìm trong lịch sử hải quân Nhật Bản. Bankichi tiếp tục chiến đấu anh dũng chống lại hạm đội triều đình cho đến khi đạn dược trên tàu cạn kiệt, phải đổ bộ gần Benten Daiba, phá vỡ chiến tuyến của kẻ thù, và gia nhập quân đội cựu Mạc phủ ở đó. Tại Benten Daiba, Benkichi và thủy thủ đoàn của mình tiếp tục chiến đấu cho đến khi hết đạn, thức ăn và nước uống, đầu hàng quan quân vào ngày 15 tháng 5.
Bankichi bị giam tại Sở Thẩm vấn Tatsunokuchi Tadasu ở Tokyo cùng với Tổng thống Cộng hòa Ezo Enomoto Takeaki và những cựu quan chức Mạc phủ khác, người đã đầu hàng vào ngày 18 tháng 5. Có thông tin cho rằng Bankichi học tiếng Anh khi ở trong tù, nhưng qua đời vào ngày 5 tháng 7 năm 1871. Sau đó, ông được chôn cất tại Bodaiji của nhà Matsuoka tại Nghĩa trang Yanaka ở Ueno.
Tháng 1 năm 1872, tân chính phủ quyết định miễn tội cho Bankichi cùng lúc ân xá cho Enomoto Takeaki và các nhà lãnh đạo Mạc phủ khác.